# Estadi de la FAF
L'Estadi de la FAF, également dénommé Nou Estadi a Encamp, est un stade de football localisé à Encamp, au nord de la principauté d'Andorre.
Il est construit pour la Fédération d'Andorre de football, qui prend en charge la gestion, et est utilisé par les différentes sélections dont l'équipe d'Andorre de football, qui jouait jusqu'à présent ses rencontres à l'Estadi Nacional d'Andorre-la-Vieille.

## Histoire
Le projet de nouveau stade voit le jour en 2022 avec la décision de la fédération andorrane de construire un stade supplémentaire à l'Estadi Nacional, qui est surutilisé entre les équipes de football, les équipes de rugby locales et le Futbol Club Andorra, club de football qui évolue entre la deuxième division et la troisième division espagnole. Ce dernier dispose d'une capacité d'accueil limitée avec peu de possibilités d'agrandissement.
Le stade est construit sur un ancien terrain de camping, le camping international. Les travaux débutent en décembre 2022 et s'achèvent en 2025, après plusieurs retards, pour un coût estimé à 15 millions d'euros.
Le stade est inauguré le 25 mai 2025, lors du premier match officiel disputé au stade pour la finale de la Coupe d'Andorre de football (Copa Constitució) 2025, où l'Inter Club d'Escaldes bat son rival, l'Atlètic Club d'Escaldes sur le score d'un but à zéro, devant 684 spectateurs. Le premier buteur du stade est Raúl Feher (en).
Le record d'affluence est battu une semaine plus tard, le 31 mai, avec 3 141 personnes présentes lors du match de barrage de promotion entre le FC Andorra et l'UD Ibiza puis de nouveau battu lors du match entre le FC Andorra et la SD Ponferradina, le 15 juin, avec 4 051 personnes qui assistent au match aller de la finale de promotion en Liga 2.
Le 30 mai 2025, l'équipe nationale andorrane de football dispute son premier match international : l'équipe féminine de la principauté a accueilli l'équipe nationale géorgienne lors de la Ligue des nations féminine 2025. Le match s'est soldé par une victoire de deux buts à un de l'équipe géorgienne, Tinatin Ambalia inscrivant le premier but international de l'histoire du stade.
À partir de la saison 2025-2026, il accueille un match par semaine du Championnat d'Andorre de football (Primera Divisió) et également les finales de la Coupe (Copa Constitució) et de la Supercoupe d'Andorre (Supercopa Andorrana).